# Kadima
Kadima (in ebraico: קדימה, Qādīmāh, "avanti") è stato un partito politico israeliano, fondato nel 2005 e scioltosi de facto nel 2015.

## Storia
Fu fondato dal primo ministro Ariel Sharon dopo aver lasciato, nel novembre 2005, il partito conservatore del Likud, la cui maggioranza si era opposta al ritiro unilaterale di Israele dai territori palestinesi contesi.
Al progetto politico di Kadima aderirono sia ministri appartenenti al Likud, che esponenti del Partito Laburista Israeliano e di partiti minori. Fra questi, si deve segnalare l'appoggio di Shimon Peres, ex primo ministro israeliano ed ex presidente dei laburisti, oltre che premio Nobel per la pace.
Il partito, subito dopo la formazione, secondo i sondaggi pre-elettorali, avrebbe dovuto raccogliere i consensi della maggior parte degli israeliani ed assumere il controllo della Knesset, il parlamento israeliano. Alle elezioni del 29 marzo 2006, Kadima, però, a causa dell'ictus, e del conseguente coma, che ha colpito il suo fondatore e principale rappresentante Ariel Sharon, ha conquistato solo 29 seggi, che gli hanno permesso comunque di divenire la prima forza politica del Paese e di guidare, con Ehud Olmert, il nuovo governo.
Alle elezioni del 2009 il partito, guidato da Tzipi Livni, ha ottenuto il primo posto con il 22,47% dei voti e ottenendo 28 seggi su 120, confermandosi come il primo partito politico d'Israele. Tuttavia il partito, che ha iniziato la campagna elettorale in netto svantaggio rispetto al Likud, ha recuperato il proprio consenso a spese degli alleati del centrosinistra, impedendo quindi la formazione di un governo di centrosinistra con i Laburisti e dunque è passato all'opposizione.
A marzo 2012 Shaul Mofaz è diventato il nuovo leader del partito, sconfiggendo la Livni, che nel novembre 2012 è quindi uscita da Kadima, fondando il nuovo partito di centrosinistra HaTnuah.
Alle elezioni del 2013 Kadima è crollato al 2,09% dei consensi, classificandosi così all'ultimo posto, e ha ottenuto soltanto 2 seggi.
In vista delle elezioni del 2015, dopo alcune trattative non concretizzatesi per un ingresso di Kadima nella lista dell'Unione Sionista, formata dal Partito Laburista Israeliano e da HaTnuah, il 27 gennaio 2015 Shaul Mofaz decide di ritirarsi dalla politica e lo stesso giorno è stato sostituito da Akram Hasson, che è diventato così il primo druso a guidare un partito ebraico. Due giorni dopo, però, Hasson ha lasciato Kadima per entrare nella lista del nuovo partito Kulanu. Senza dirigenti, Kadima non ha presentato la lista alle elezioni, de facto dissolvendosi.

## Ideologia
Kadima è stato un partito centrista orientato generalmente a formare alleanze sia con partiti di centrosinistra che di centrodestra. Sosteneva la soluzione dei due stati, per risolvere il conflitto israelo-palestinese.

## Leader
- Ariel Sharon (2005-2006)
- Ehud Olmert (2006-2008)
- Tzipi Livni (2008-2012)
- Shaul Mofaz (2012-2015)
- Akram Hasson (2015)

## Risultati elettorali
| Elezioni | Leader      | Voti    | %          | Seggi    | +/- |
| -------- | ----------- | ------- | ---------- | -------- | --- |
| 2006     | Ehud Olmert | 690.901 | 22.02 (#1) | 29 / 120 | -   |
| 2009     | Tzipi Livni | 758.032 | 22.47 (#1) | 28 / 120 | 1   |
| 2013     | Shaul Mofaz | 79.081  | 2.09 (#12) | 2 / 120  | 26  |